# Грошовий літак
Грошовий літак — американський бойовик 2020 року. Режисер Ендрю Лоуренс; сценаристи Ендрю Лоуренс та Тім Шааф. Продюсери Тайлер В. Конні й Річард Світзер. Світова прем'єра відбулася 10 липня 2020 року; прем'єра в Україні — 29 квітня 2021-го.

## Зміст
Щоб врятувати свою родину, професійному злодію із величезними боргами вкрай треба зробити наймасштабніше пограбування у своїй кар'єрі. Джеку необхідно пограбувати повітряне казино, яке розташоване на борту величезного лайнера, що просякнутий найнебезпечнішими злочинцями у світі.

## Знімались
- Адам Коупленд — Джек Різі
- Келсі Греммер — Рамбл
- Томас Джейн — Гаррі
- Деніз Річардс — Сара
- Ендрю Лоуренс — Іггі
- Джоуї Лоуренс — Консьєрж
- Метью Лоуренс — Ковбой
- Ал Сапієнца — Рахівник